# Chinde
Chinde è una città e importante porto del Mozambico, nella provincia di Zambezia.